# Гоциридзе, Илларион Давидович
Илларио́н (Илья́) Дави́дович Гоцири́дзе (1897—1968) — советский государственный и хозяйственный деятель. Генерал-директор движения 1-го ранга.

## Биография
Родился в 1897 году в селе Хотеви (ныне Амбролаурский муниципалитет, Рача-Лечхуми и Квемо-Сванети, Грузия) в крестьянской семье.
Получил инженерное образование в МИИТ, инженер — путеец. Один из первых метростроевцев, начальник участка, начальник 16-й, затем 21-й шахты; руководил сооружением трёхсводчатой станции глубокого заложения «Красные Ворота» в подвижных плывунных грунтах. Также руководил вводом в строй первой колонной станции глубокого заложения в условиях большого горного давления «Маяковская». На международной выставке в Нью-Йорке в 1938 года конструкция и архитектура станции «Маяковская» были удостоены Гран-при. С 1939 года Гоциридзе — начальник Метростроя. За достижения при строительстве второй очереди метрополитена коллектив Метростроя награждается орденом Ленина. В 1940 году Гоциридзе был откомандирован на строительство тоннеля под Амуром.
С января 1941 года — заместитель НКПС СССР. Пользовался доверием как Л. М. Кагановича, так и И. В. Сталина. Во время Великой Отечественной войны в 1942 году недолгое время занимал пост начальника Главного управления военно-восстановительных работ НКПС СССР и одновременно являлся начальником Железнодорожных войск СССР.
После создания в 1954 году Министерства транспортного строительства СССР, был назначен заместителем министра.
Умер 21 марта 1968 года, похоронен на Новодевичьем кладбище.

## Семья
- брат — Гоциридзе, Виктор Давидович (1910—1995) — советский инженер-строитель, руководитель Тбилисского метростроя, построившего Тбилисский метрополитен, Герой Социалистического Труда.
- брат — Гоциридзе, Михаил Давидович (1905—1993) — советский деятель промышленности, директор Дзержинского завода имени Я. М. Свердлова.

## Награды и премии
- три ордена Ленина (1940[4], 1942, 1949)
- орден Красного Знамени[5] (13.9.1943)
- орден Кутузова I степени (29.7.1945)
- три ордена Трудового Красного Знамени (02.06.1944, 1955)
- медали
- Сталинская премия СССР второй степени (1947) — за усовершенствование и внедрение на строительство Московского метрополитена имени Л. М. Кагановича щитового метода проходки тоннелей, обеспечившего значительное повышение производительности труда на подземных работах.